# Christian August Valentiner (Pastor, 1724)
Christian August Valentiner (* 3. Januar 1724 in Sörup; † 14. April 1816 in Elmshorn) war ein deutscher evangelisch-lutherischer Geistlicher und Propst der Grafschaft Rantzau.

## Leben
Christian August Valentiner stammte aus einer ursprünglich Flensburger Familie, die im 18. und 19. Jahrhundert zahlreiche schleswig-holsteinische Pastoren, Ärzte und Juristen hervorbrachte. Er war ein Sohn des Diaconus (2. Pastors) in Sörup und späteren Pastors der Heiliggeistkirche in Flensburg Valentin Valentiner (1686–1729) und dessen Frau Dorothea Sophia, geb. Bürger. Nach dem Besuch der Domschule Schleswig von 1739 bis Ostern 1743 studierte er, unterstützt von den Söhnen von Christian August von Rumohr (1690–1743) auf Rundhof (seinem Paten?), den Brüdern Christian August von Rumohr (1721–1775) auf Rundhof, Henning von Rumohr  (1722–1804) auf Steinrade und Friedrich von Rumohr (1723–1765), Domherr zu Lübeck, Evangelische Theologie an den Universitäten Rostock und 1746 Jena. Anschließend war er als Hauslehrer bei der mit den Rumohrs verschwägerten Familie von Blome auf Schloss Hagen (Probsteierhagen) tätig. 1749 wurde er zum Pastor an der Marienkirche in Boren in Angeln berufen. 1786 ernannte ihn der dänische König Christian VII. als Herzog von Holstein zum Pastor an der Nikolaikirche in Elmshorn und damit zum Propst der Grafschaft Rantzau. Ab 1788 war er zugleich Examinator für das theologische Examen bei der holsteinischen Regierung in Glückstadt.

## Familie
Er war verheiratet mit Sophia Elisabeth, geb. Pauli (* 29. Juni 1731 in Süderstapel). Das Paar hatte vier Söhne,
- Friedrich Valentiner (1756–1813), Mathematiker, Professor in Kiel und Vater von Friedrich Wilhelm Valentiner;
- Valentin Adrian Valentiner (1758–1835), Pastor in Pronstorf und Vater von Friedrich Peter Valentiner;
- Georg Wilhelm Valentiner (1766–1836), Hauptpastor in Flensburg und Vater von Christian August Valentiner (III.),
- Christian August Valentiner (II.) (1774–1817), Pastor in Morsum auf Sylt,

und die Tochter Ida Christine Margarethe (1764–1825), die den Pastor Heinrich Harries heiratete.
Über seine Ehefrau war er der Onkel mütterlicherseits von  Johann Adrian Bolten.

## Auszeichnungen
- 1805 Titel Konsistorialrat
- 1810 Dannebrogorden, Ritter

## Schriften
- De coactione conscientiae circa religionem. Rostock: Adler 1746 (Digitalisat, UB Kiel)
- Berechnungen bei der Abgabe und Annahme des Predigerdienstes auf dem Lande. Schleswig 1766

Aufs Neue herausgegeben und mit Zusätzen vermehrt von V. A. Valentiner. Hamburg, Gundermann 1810